# Охало

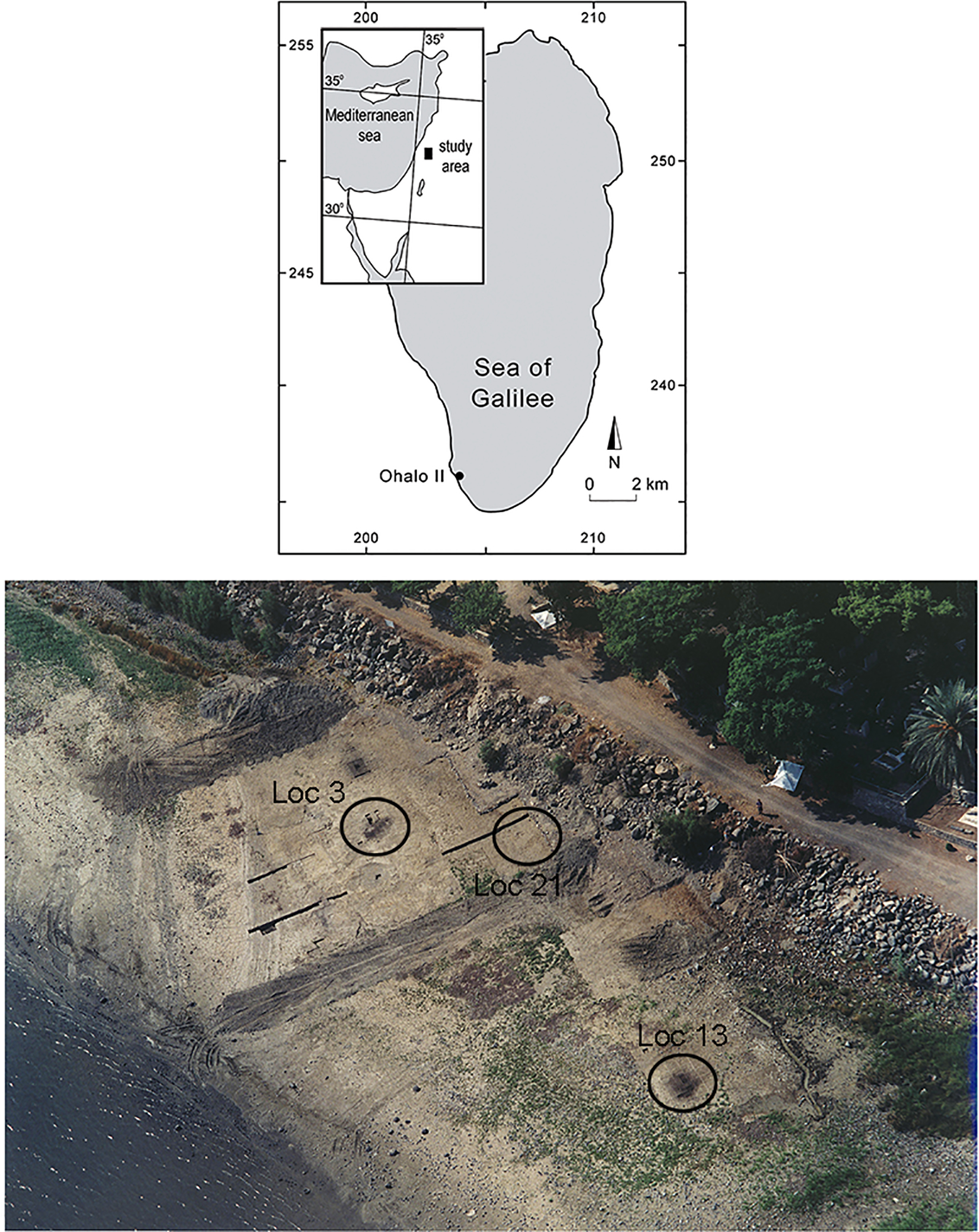
Местоположение стоянки Охало II

Охало, точнее Охало II — археологический памятник раннего эпипалеолита в Израиле. Находится на южном берегу Генисаретского озера. Доисторическое поселение было затоплено озером вскоре после того, как его покинули обитатели, результатом чего стала высокая сохранность органических остатков. Памятник датируется около 23000 лет назад по калиброванной радиоуглеродной хронологии, то есть относится к периоду последнего ледникового максимума.
Памятник открыт в 1989 г. Раскопки проводила команда археологов из Хайфского университета. Проведение раскопок было возможно только при низком уровне воды озера (в засушливые годы). Площадь памятника составляет около 1500 м², из которых к 1994 г. была раскопана площадь около 325 м².
Поселение состояло из ряда овальных домов, сплетённых из тонких ветвей. Пол был выстлан травой. За пределами жилищ находился очаг, где происходила обработка кремня. Находки в Охало II свидетельствуют о том, что 19 тыс. л. н. обитатели поселения занимались прядением нитей.
Обнаружено большое количество растительных остатков, в частности, диких злаков (эммер), желудей и орехов.
Мужчина Ohalo 2, живший ок. 19 тыс. л. н., относился к кебарской культуре.